# Álamos
Álamos è una municipalità dello stato di Sonora nel Messico settentrionale, il cui capoluogo è la località omonima.
Conta 25.694 abitanti (2015) e ha una estensione di 6.426,22 km².
La località deve il suo nome all'abbondanza di pioppi nell'area.

## Luoghi di interesse
Il centro di Álamos dal 2005 fa parte del programma Pueblos Mágicos.

## Amministrazione

### Gemellaggi
- Scottsdale (Arizona)